# Accelerando
Accelerando (italienisch für schneller werdend, Abk.: accel.) und stringendo (italienisch für zusammendrängend, Abk.: string.) sind musikalische Vortragsbezeichnungen, die eine allmähliche Beschleunigung des Tempos vorschreiben. Die gegenteilige Vortragsanweisung lautet ritardando.